# T-38 (carro armato)
Il T-38 è stato un carro armato anfibio progettato in Unione Sovietica alla metà degli anni trenta come evoluzione del precedente T-37A. Prestò servizio durante la guerra d'inverno e nelle prime fasi della guerra sul fronte orientale, dimostrandosi un mezzo poco armato e sommariamente corazzato. Venne ritirato dalla prima linea durante il 1942.

## Storia

### Sviluppo
Nel 1931 l'Unione Sovietica aveva acquistato esemplari di un piccolo corazzato anfibio ideato dalla Vickers-Carden-Loyd ricavandone dopo alcuni tentativi il carro armato leggero anfibio T-37A, accettato in servizio dall'Armata Rossa nel 1933. Tuttavia, sebbene apprezzato, venne studiata la possibilità di affinare la macchina: l'incarico andò all'ufficio progettazione della fabbrica numero 37 a Mosca, guidato da N. Astrov e coadiuvato da N. Kozyrev come capo ingegnere. Nel 1935 questa squadra tecnica consegnò un prototipo, caratterizzato da una costruzione mista di parti rivettate e saldate e da un cannone ShVAK da 20 mm installato in corrispondenza del posto di guida: l'intenzione era di far adoperare quest'arma dal pilota, ma il poco spazio interno rendeva l'impiego assai scomodo e dunque il cannone venne rimosso. Il veicolo così ottenuto venne immatricolato nell'esercito.

### Produzione
Il T-38 venne fabbricato dall'impianto numero 37 a partire dal 1936 e fino al 1939, totalizzando 1 300 esemplari di vari modelli. Una fonte riporta invece che il ciclo produttivo durò al 1937 al 1938 presso la GAZ e la fabbrica numero 37, totalizzando 400 unità. Una terza fonte fornisce più dettagliate informazioni: la linea d'assemblaggio rimase aperta dal 1936 al 1938, anno della chiusura; venne poi riattivata nel 1939 per la costruzione della versione migliorata del T-38, il T-38 M2. In totale le due fasi di fabbricazione completarono 1 340 veicoli di entrambi i tipi.

### Impiego operativo
Nello stesso 1936 il T-38 fu dispiegato durante le manovre militari vicino a Kiev: in particolare venne sperimentato con successo l'aviolancio di alcuni veicoli assicurati alla fusoliera di bombardieri Tupolev ANT-6 prima del decollo. Secondo la dottrina allora vigente, ogni battaglione di carri armati da fanteria doveva contare 38 mezzi, mentre per i battaglioni corazzati distaccati presso l'arma dei paracadutisti vennero previsti 50 esemplari.
Nel novembre 1939 l'Unione Sovietica attaccò con grandi forze la vicina Finlandia iniziando la guerra d'inverno: il terreno dalla complessa morfologia e l'imprevista nonché ostinata resistenza finnica bloccarono però le avanzate sovietiche. Durante i feroci combattimenti il T-38 dette una pessima prova di sé a causa della sottile corazzatura che poteva essere facilmente penetrata anche da armi leggere; inoltre l'armamento, costituito da una singola mitragliatrice, non era in grado di garantire un'adeguata autodifesa. I comandi sovietici continuarono comunque a utilizzarlo in prima linea visto che non erano disponibili in grande quantità altri materiali.
Il 22 giugno 1941, rompendo il patto Molotov-von Ribbentrop, il Terzo Reich lanciò l'operazione Barbarossa con lo scopo di annientare l'URSS. In questo frangente i T-38 furono adoperati sia come carri da battaglia, sia come posizioni di fuoco statiche; diversi furono catturati dalle truppe tedesche e vennero consegnati alla Luftwaffe per la protezione degli aeroporti: in generale comunque i T-38 subirono perdite molto elevate a fronte di grami risultati. Il T-38 continuò ad apparire sporadicamente al fronte fino al 1942, quando i superstiti mezzi furono ritirati e relegati a ruoli secondari. L'ultima azione dei T-38 risale però al 1944: nei pressi del fiume Svir' un battaglione di carri anfibi assieme a un reparto di Ford GPA furono gettati in battaglia contro l'esercito finlandese.

## Caratteristiche
Il T-38 era un carro anfibio leggero da 3,3 tonnellate con uno scafo largo oltre 2 metri atto a garantire una sufficiente spinta di galleggiamento che era superiore a quella del T-37, ma in generale non rappresentava un decisivo passo in avanti rispetto al predecessore: la principale differenza, infatti, consisteva nella torretta decentrata a sinistra anziché a destra, dove era stato ridislocato il comparto di guida. La torretta invece, brandeggiabile per 360°, era la sede del capocarro e conteneva l'unica arma di bordo, una mitragliatrice Degtjarëv DT da 7,62 mm per la quale erano disponibili poco più di 1 500 cartucce; la mitragliatrice copriva un alzo che andava da -5° a + 5°, era protetta da un sottile mantelletto stondato spesso 9 mm e anche la torretta era dotata su tutti i lati di corazzature dello stesso valore. Sul tetto le protezioni erano da 6 mm. La corazzatura dello scafo era del pari assai sottile anche per l'esigenza di contenere al massimo i pesi: fronte, lati e retro presentavano piastre da 9 mm rispettivamente inclinate a 72°, 90° (verticali) e 30°. La sovrastruttura non era corazzata sui fianchi, sul retro era spessa 6 mm e inclinata a 65°, il medesimo valore del lato frontale inclinato però a 5°, quindi quasi orizzontale. Il tetto dello scafo non eccedeva i 4 mm, la sovrastruttura superiore arrivava a 6 mm e il fondo dello scafo, con una luce libera (spazio tra questo e il terreno) di 30 cm, misurava nuovamente 4 mm.
Nel vano posteriore dello scafo era installato il motore, un GAZ-AA a quattro tempi con 4 cilindri erogante 40 hp a 2 200 giri al minuto; il serbatoio poteva contenere al massimo 100 litri di benzina, il che garantiva un'autonomia di dodici ore quando il carro viaggiava in acqua. Su strada asfaltata il raggio operativo era di 230 chilometri con un consumo medio di 50 litri di carburante ogni 100 chilometri, mentre su terreni sconnessi il raggio operativo calava a 130 chilometri e il consumo medio aumentava a 90 litri ogni 100 chilometri percorsi. L'albero motore collegava questo apparato alla trasmissione anteriore il cui cambio contava quattro marce avanti e una retromarcia. Il treno di rotolamento era rimasto quello del T-37 senza alcuna variazione, poiché comprendeva due rulli superiori e quattro ruote portanti accoppiate mediante due carrelli: questi ultimi, formati da due elementi sagomati a squadra e vincolati a un perno, condividevano ciascuno una molla elicoidale montata in orizzontale. Completavano il treno la ruota motrice anteriore e quella di rinvio posteriore; i cingoli adottati erano larghi 190 mm e la pressione al suolo ottenuta era pari a 0,55 kg/cm2, più che altro grazie al contenuto peso di poco superiore alle tre tonnellate. Una fonte riporta invece che i cingoli erano larghi 220 mm e che la pressione al suolo fosse calcolabile in 0,39 kg/cm2.
In virtù del peso contenuto, il T-38 era in grado di gestire pendenze fino ai 40° e raggiungere la velocità massima su strada di 40 km/h, ma anche su terreni sconnessi arrivava alla soddisfacente velocità di 25 km/h; in acqua la velocità di punta era limitata a 6 km/h. Il mezzo era inoltre capace di superare fossati larghi fino a 1,70 metri, sormontare ostacoli da 0,50 metri ed eseguire sterzate con un raggio di poco superiore ai sei metri.

## Versioni

### T-38 M1
Il T-38 era da poco entrato in servizio con l'Armata Rossa ma venne subito ripreso in esame e un singolo esemplare venne riequipaggiato con una trasmissione di nuovo tipo: tuttavia questa meccanica si rivelò troppo complessa per non incidere negativamente su una produzione rapida e di massa del carro anfibio, perciò il T-38 M1 venne rifiutato.

### T-38 M2
Nel 1938 si ebbero interventi e migliorie che riguardarono il cambio, ma soprattutto venne selezionato un diverso apparato motore: si trattava di un quattro tempi GAZ M1 sempre a 4 cilindri e alimentato a benzina, ma sviluppava una potenza di 50 hp a 2 800 giri al minuto. L'introduzione del nuovo propulsore comportò un aumento del peso a 3,8 tonnellate, incrementò il rapporto peso/potenza a 13,2 e la velocità massima a 46 km/h; per alcuni esemplari fu accompagnata dal rimpiazzo della mitragliatrice con il cannone ShVAK da 20 mm, sostituzione eseguita sul campo. Non è noto, però, il numero esatto di T-38 con il GAZ M1 né tantomeno di quelli riarmati.

### T-38 TU
Poiché il veicolo non era equipaggiato con radio di serie, ne venne concepita una versione comando, dotata di una radio 71-TK-1 e un'antenna aggiuntiva. Il mezzo venne designato T-38 TU ma soltanto 165 esemplari vennero completati e consegnati. I T-38 TU erano distribuiti esclusivamente ai comandanti di unità.

### T-38 TM
Il T-38 TM era caratterizzato da uno scafo riprogettato e più lungo rispetto al modello base, tuttavia rimase allo stadio sperimentale e non fu avviato alla produzione.

### NII-20
Nel 1939 e nel 1940 l'Armata Rossa condusse una serie di collaudi attorno a un T-38 dotato di speciali apparecchiature radio capaci di controllare a distanza un carro armato leggero T-26 riempito di esplosivo, in modo da dirigerlo contro l'obiettivo prescelto in condizioni di sicurezza. L'innovativo sistema d'arma fu forse utilizzato durante la guerra contro la Finlandia ma non ebbe seguito dopo il 1940.